# 高雷道
高雷道（こうらい-どう）は中華民国北京政府により設置された広東省の道。

## 沿革
1913年（民国2年）、清代の高雷陽道に設置。観察使は茂名県に置かれ、下部に茂名、電白、信宜、化県、呉川、廉江、海康、遂渓、徐聞、陽江、陽春の11県を管轄した。1914年（民国3年）5月に観察使が道尹と改められた。1920年（民国9年）12月に廃止されている。

## 行政区画
廃止直前下部の11県を管轄した。（50音順）
- 化県
- 海康県
- 呉川県
- 徐聞県
- 信宜県
- 遂渓県
- 電白県
- 茂名県
- 陽江県
- 陽春県
- 廉江県